# Listă de filme sovietice din 1970
- Filme sovietice din: 1969 — 1970 — 1971

Aceasta este o listă de filme produse în Uniunea Sovietică în 1970.
| Titlu                                      | Titlu original                      | Regizor                           | Distribuție | Gen      | Note                                                             |
| ------------------------------------------ | ----------------------------------- | --------------------------------- | ----------- | -------- | ---------------------------------------------------------------- |
| 1970                                       |                                     |                                   |             |          |                                                                  |
| The Beginning                              | Начало                              | Gleb Panfilov                     |             |          |                                                                  |
| The Blue Bird                              | Синяя птица                         | Vasily Livanov                    |             | Animație |                                                                  |
| Belarusian Station                         | Белорусский вокзал                  | Andrei Smirnov                    |             |          |                                                                  |
| Crime and Punishment                       | Преступление и наказание            | Lev Kulidzhanov                   |             |          |                                                                  |
| The Flight                                 | Бег                                 | Aleksandr Alov și Vladimir Naumov |             |          | A intrat în competiție la 1971 Cannes Film Festival              |
| Franz Liszt. Dreams of love                | Ференц Лист. Грезы любви            | Márton Keleti                     |             |          | coproducție maghiară și sovietică                                |
| Lyubov Yarovaya                            | Любовь Яровая                       | Vladimir Fetin                    |             |          |                                                                  |
| The Resident's Fate                        | Судьба резидента                    | Veniamin Dorman                   |             |          |                                                                  |
| The Seven Brides of Lance-Corporal Zbruyev | Семь невест ефрейтора Збруева       | Vitali Melnikov                   |             |          |                                                                  |
| Urban Romance                              | Городской романс                    | Pyotr Todorovsky                  |             |          |                                                                  |
| Waterloo                                   | Ватерлоо                            | Serghei Bondarciuk                |             |          | coproducție sovieto-italiană                                     |
| Eliberare                                  | Освобождение: Огненная дуга, Прорыв | Iuri Ozerov                       |             |          | coproducție sovieto-polonezo-italiano-iugoslavo-est-germană      |
| Hail, Mary!                                | Салют, Мария!                       | Iosif Kheifits                    |             |          | A intrat în competiție la 7th Moscow International Film Festival |

## Legături externe
- Filme sovietice din 1970 la Internet Movie Database